# Бейрівська церковна провінція
Бе́йрівська церко́вна прові́нція (лат. Provincia ecclesiastica Beirensis) — провінція Католицької церкви в Мозамбіці, з центром у місті Бейра. Заснована 4 червня 1984  року. Охоплює терени Центрального Мозамбіку. До складу провінції входить Бейрівська архідіоцезія та її суфраганні діоцезії — Гуруеська, Келіманська, Тетівська і Шімойська. 

## Склад
1. Бейрівська архідіоцезія
2. Гуруеська діоцезія
3. Келіманська діоцезія
4. Тетівська діоцезія
5. Шімойська діоцезія